# Junichirō Tanizaki
Junichirō Tanizaki (japanska: 谷崎潤一郎?, Tanizaki Jun'ichirō) (1886-1965) var en japansk författare. Mötet mellan det japanska och det västerländska är ett återkommande tema i hans böcker, liksom modernitetens intåg. 
Tanizaki översatte Berättelsen om Genji till modern japanska.
Tanizaki föddes i Nihonbashi i Tokyo. Han har skrivit om sin uppväxt i en välbärgad familj i 'Yosho Jidai'. Familjen kom dock att hamna i ekonomisk knipa. 1910 tvangs Tanizaki lämna litteraturinstitutionen vid Todaiuniversitetet när han inte längre hade råd att studera. Ungefär samtidigt började han få sina första noveller publicerade.
Tanizaki var nominerad som en av sex slutkandidater till Nobelpriset i litteratur 1964.